# Torre Molino o Masía Torreta de Forcall
La Torre Molino o Masía Torreta, también conocida como Molino Torreta,  Molino Nuevo o Molino de Lloch, está ubicada en el  término municipal de Forcall, a 1050 metros de altitud en el borde de la meseta que se extiende sobre el valle, a unos tres quilómetros de Forcall, junto a la gasolinera, en la comarca de los Puertos de Morella, en la provincia de Castellón.
Se trata de una torre defensiva levantada en el complejo de una masía con la finalidad de proteger tanto las cosechas como a los agricultores que se ocupaban de ellas en una zona más apartada de lo razonable del núcleo poblacional para que pudiera estar protegida por él. Está catalogada como Bien de Interés Cultural, tal y como queda reflejado en la Dirección General de Patrimonio Artístico de la Generalidad Valenciana. Pese o quizás por su declaración como BIC  genérica, no presenta inscripción ministerial, teniendo como identificador el código: 12.01.061-015.

## Historia
El núcleo poblacional de Forcall puede remontase al Neolítico, pese a que la actual población de Forcall tenga su origen en unas alquerías árabes, que debieron ser  conquistadas en el año 1235 aproximadamente,  por las tropas de Gil Garcés de Azagra  y Benito de Torres, oficiales de Blasco de Alagón. El 2 de mayo de 1264  Forcall adquirió  la categoría de villa, bajo la jurisdicción de Morella, procediéndose a su  fortificación en el año 1361.
A lo largo de los años, Forcall se enfrentó numerosas veces a Morella, hasta  que finalmente su independencia en 1691.
Tuvo una gran importancia durante las guerras carlistas, convirtiéndose en una zona para prisioneros, Forcall sirvió de prisión a 3.000 prisioneros isabelinos capturados por el general Cabrera.
Por otro lado, la dispersión y el reparto de las tierras que ha sido típicas de la zona valenciana, ha dado lugar  a la construcción en los pueblos de las masías. Forcall no es una excepción y a lo largo de su término municipal se pueden contemplar un gran número de estos caseríos donde la gente habitaba estas edificaciones, cultivaba y trabajaba las tierras que las rodeaban, cuidaban el ganado y  pastoreaban los rebaños…
Pero con la llegada de la industrialización y la mejora de los medios de comunicación se produce un  continuo abandono de estas masías e incluso de pueblos enteros, desplazándose la población  a las ciudades en busca de mejores oportunidades.
Por otro lado las mejoras en los sistemas productivos así como en los tractores y medios de comunicación y trabajo en general hicieron que el agricultor pudiera ir a vivir a núcleos poblacionales que le permitieran contar con mejores condiciones de vida, tales como agua corriente o luz eléctrica.
Los caseríos se transforman  en simples explotaciones ganaderas  o bien son abandonados, cultivándose las tierras cercanas.
En Forcall quedan muy pocos caseríos habitados, aunque tienen un papel fundamental en la vigilancia de las  tierras. Además, esta forma de vida, en Forcall, ha dejado construcciones de importancia artística considerable y que actualmente están catalogadas como Bien de Interés Cultural.
La Torre Molino o Masía de la Torreta perteneció, entre otros propietarios, a la Familia dels Miro, y  está datada en el siglo XVI, de hecho, el primer testimonio que se tiene de su existencia es  de 1561 (documento  del notario Vicente Onofre de la Tonda al referirse a un "hereditas" de Jacabo Moumeneu), pudiéndose considerar como una edificación cristiano medieval que ha llegado con modificaciones hasta le época moderna.

## Descripción artística
La torre, que está datada en el siglo XII,  tiene tres plantas, utilizándose la más alta para almacenar, en la del  medio se situaban las muelas y en la baja se recogía la harina. Por su parte, el molino necesitaba una serie de edificaciones, unas eran  utilizadas como almacén y otras para usos diversos. También necesitaba el molino una balsa de recogida del agua, la cual está destruida en la actualidad.
Por su parte la masía en sí está formada por planta baja más tres alturas; a ello se han añadido una serie de edificaciones tales como miradores y balcones. Uno de los edificios, el que tiene el tejado de una sola vertiente tiene un anexo pequeño que se utiliza como corral de animales.
La fábrica que más se utiliza en el conjunto es la mampostería,  y  como en muchas otras construcciones las esquinas y el tapial están reforzados por sillares.
Hay constancia documental de la presencia de habitantes en la masía de la misma familia durante más de 95 años.
El material utilizado en la construcción es la mampostería, reforzada en las esquinas, dovelas y dinteles con sillarres.
Los restos que se pueden observar en la actualidad destacan la fábrica de sillería de las puertas (algunas con dovelas y arco de medio punto), alguna ventana gótica, así como la existencia de aspilleras.
Se utilizó como molino (de una sola muela) de harina y Batán, situándose  a la margen derecha en  la confluencia con el barranco de Chiva de Morella.
Se le da el nombre de Torreta porque junto al molino hay una pequeña torre, que en su momento fue defensiva,  y que acabó utilizándose como palomar en los últimos años.